# Asier Etxaburu
Asier Etxaburu Diz (Ondarroa, Vizcaya, 7 de abril de 1994) es un futbolista español que juega como centrocampista en el Club Deportivo Atlético Paso.

## Trayectoria
Asier llegó a la cantera del Athletic Club en 2004, junto a su hermano gemelo Jon y sus amigos de Ondarroa Kepa Arrizabalaga y Julen Arufe.En 2007 regresó al Aurrerá KE de su localidad natal. En 2009 se incorporó a las categorías inferiores de la SD Eibar. Un año más tarde, en 2010 y nuevamente junto a su hermano Jon, volvió a las categorías inferiores del Athletic Club. En 2015, después de dos temporadas como titular en el C. D. Basconia, firmó por la S. D. Eibar para incorporarse a su equipo filial. Además, el 16 de diciembre de 2015 debutó con el primer equipo armero, en un encuentro de Copa del Rey, frente a la S. D. Ponferradina (4-0).En junio de 2017 logró el ascenso a Segunda B con el filial armero.
Tras tres temporadas en el CD Vitoria, en julio de 2018, se marchó al Real Unión de Segunda B.En el cuadro irundarra se consolidó como titular.Dos años después firmó por la S. D. Amorebieta, con la que logró el ascenso a Segunda División en 2021.En su segunda temporada en el club azul, disputó veinte partidos como suplente y anotó dos tantos.Tras no lograr la permamencia en Segunda,se unió al C. F. Talavera de la Reina de Primera Federación en agosto de 2022.Sin embargo, en diciembre rescindió su contrato con el club manchego.
En enero de 2023 firmó por el Club Portugalete de Tercera Federación.En el equipo portugalujo fue titular indiscutible y marcó tres tantos.
En julio de 2023 fichó por el Zamora CF de Segunda Federación.El 22 de noviembre marcó el primer tanto del encuentro, en la eliminatoria de Copa del Rey, frente al Villarreal de Marcelino aunque finalmente cayeron derrotados (1-2).Al término de la temporada, tras varios meses con pocos minutos, no renovó su contrato con el club rojiblanco.
El 9 de septiembre de 2024 firmó por el Atlético Paso de Segunda Federación.

## Clubes
| Club                       | País   | Año       |
| -------------------------- | ------ | --------- |
| C. D. Basconia             | España | 2013-2015 |
| C. D. Vitoria              | España | 2015-2018 |
| Real Unión Club            | España | 2018-2020 |
| S. D. Amorebieta           | España | 2020-2022 |
| C. F. Talavera de la Reina | España | 2022      |
| Club Portugalete           | España | 2023      |
| Zamora CF                  | España | 2023-2024 |
| Atlético Paso              | España | 2024-Act. |

## Vida personal
Es hermano gemelo del exfutbolista Jon Etxaburu, canterano del Athletic Club y que llegó a jugar en Segunda B con el Sestao River.